# أحمد إبراهيم درويش
أحمد إبراهيم درويش محمد (15 مايو 1943 -) هو ناقد أدبي وشاعر وأستاذ جامعي مصري.

## حياته ونشأته
- أحمد إبراهيم درويش محمد ولد 15 مايو 1943، حصل على درجة الليسانس في اللغة العربية وآدابها والعلوم الإسلامية من كلية دار العلوم، جامعة القاهرة سنة 1967.[3]
- ماجستير في الدراسات البلاغية والنقدية من جامعة القاهرة بتقدير ممتاز عام 1972.[4]
- دكتوراه الدولة في الآداب والعلوم الإنسانية، تخصص نقد أدبى وأدب مقارن، جامعة السوربون، باريس، فرنسا، عام 1982.[5]

## مسيرته[6]
- معيد بقسم البلاغة والنقد الأدبى والآدب المقارن، في الفترة من عام 1967 حتى عام 1972.
- مدرس مساعد بجامعة القاهرة 1972 - 1974 : عضو بعثة لدراسة الدكتوراه في جامعة السوربون بفرنسا 1974 - 1982.[3]
- مدرس النقد الأدبى والأدب المقارن بجامعة القاهرة، عام 1982.[7]
- أستاذ مساعد بكلية دار العلوم، جامعة القاهرة، 1988.[8]
- أستاذ مشارك بكلية الآداب، جامعة السلطان قابوس، عام 1991.[9]
- أستاذ البلاغة والنقد الأدبى المقارن بكلية دار العلوم، جامعة القاهرة، عام 1993.[10]
- عميد كلية الآداب بجامعة السلطان قابوس في الفترة من عام 1996حتى 1999.[11]
- مستشار رئاسة جامعة السلطان قابوس للشئون الثقافية والإعلامية بدرجة عميد، في الفترة من عام 1999 حتى عام 2001.[12]
- مدير مركز التدريب اللغوى بجامعة القاهرة، عام 2004.[13]
- وكيل كلية دار العلوم بجامعة القاهرة، عام 2004.
- مقرر لجنة الدراسات الأدبية واللغوية بجامعة القاهرة 2017[1]

### الخبرات الوظيفية الإضافية
- مشرف على رسائل الماجستير والدكتوراه وعضو في لجان المناقشة بجامعتى القاهرة والسلطان قابوس ومحكم في ترقية الإنتاج العلمى للترقية وبحوث النشر في الدوريات بكثير من الجامعات العربية من عام 1992 حتى عام 2002 .
- رئيس لجنة تأليف كتب اللغة العربية بوزارة التربية والتعليم، سلطنة عمان، عام 1997 .
- أستاذ محاضر لمادة الأدب المقارن، بكلية الآداب، جامعة القاهرة (قسم اللغة الإسبانية وقسم اللغة العربية وقسم اللغات الشرقية)، من عام 1994 حتى عام 1996 .
- محاضر بأكاديمية ناصر للعلوم العسكرية - دورات كبار القادة في مادة «فن الكلام»، من عام 1994 حتى عام 1996 .
- محاضر في الدورات التدريسية لمعهد إعداد الإذاعة والتليفزيون، وعضو في لجان اختبار المذيعين، من عام 1985 حتى عام 1996 .
- محاضر بالجامعة الأمريكية بالقاهرة، عام 1984 .
- محاضر بكلية الدراسات المتميزة بباريس E.N.S ، عام 1982 .
- مشرف على مركز تدريس اللغة العربية للأجانب، بالمركز الثقافى المصرى بباريس، من عام 1977 حتى عام 1982 .

## مؤلفاته
- - العربية لغة بسيطة، عام 1982 .[14]
- - مدخل إلى الدراسات البلاغية، عام 1983.
- - جابر بن زيد، حياة من أجل العلم، عام 1988.
- - مدخل إلى دراسة الأدب في عُمان، عام 1990 .
- - بناء لغة الشعر (مترجم)، عام 1993.
- - أحمد الشايب ناقدًا، الهيئة المصرية العامَّة للكتاب، عام 1994.
- - اللغة العليا (النظرية الشعرية) (مترجم)، عام 1995.
- - في النقد التحليلى للقصيدة المعاصرة، عام 1996.
- - الكلمة والمجهر (في نقد الشعر)، 1996.
- - الأدب المقارن، النظرية والتطبيق، عام 1996.
- - متعة تذوق الشعر، عام 1997.
- - دراسة الأسلوب بين المعاصرة والتراث، عام 1998.
- - التراث النقدى: قضايا ونصوص، عام 1998 .
- - النص البلاغى في التراث العربى والأوربى، عام 1998 .
- - تطور الأدب في عمان، عام 1998.
- - تقنيات الفن القصصى عبر الراوى والحاكى، عام 1998 .
- - فن التراجم والسير الذاتية (مترجم)، عام 1999.
- - انقاذ اللغة من أيدى النحاة، عام 1999 .
- - في صحية الأميرين أبى فراس الحمدانى وعبد القادر الجزائرى، عام 2000 .
- - النظرية الشعرية (بناء لغة الشعر واللغة العليا)، عام 2000 .
- - خليل مطران شاعر الذات والوجدان، عام 2001.
- - نظرية الأدب المقارن وتجلياتها في الأدب العربى، عام 2002 .
- - ابن دريد .. رائد فن القصة العربية، عام 2002 .
- - الاستشراق الفرنسى والأدب العربى، عام 2002.
- - ثقافتنا في عصر العولمة، عام 2002.

### كتب بالاشتراك
- - ثلاثة ألحان مصرية (ديوان شعر)، عام 1970 (مشاركة في التأليف).
- - نافذة في جدار الصمت (ديوان شعر)، عام 1975(مشاركة في التاليف).
- - موسوعة السلطان قابوس لأسماء العرب، عام 1992 (عضوية اللجنة الوطنية للموسوعة).
- - على مبارك رائد التحديث المصرى ، عام 1993 (مشاركة في التأليف).
- -يحيى حقى: الصورة ، الإشعاع ، الظل ، عام 1993 (مشاركة في التأليف).
- - السجل التاريخى للخليج وعمان وأواسط الجزيرة العربية .. عشر مجلدات تأليف ج . لوريمر ، عام 1995 (عضوية لجنة مراجعة الترجمة بجامعة السلطان قابوس).
- - محمد غنيمى هلال ناقدًا ورائدًا ، عام 1995 (المشاركة في التأليف).
- - الموسوعة الميسرة للتراث العُمانى (صدر منها عشرة أجزاء)، عام 1996 (الإشراف على اللجنة العلمية للموسوعة).
- - قطوف دانية مهداة إلى ناصر الدين الأسد ، عام 1997 (مشاركة في التأليف).
- - محمد حسن الفقى شاعرًا ، عام 1997 (المشاركة في الأبحاث).
- - ندوة أبى العلاء المعرى (المجلس الأعلى لرعاية الفنون والآداب بسوريا)، عام 1997 (المشاركة في الأبحاث).
- - حوارات صالون الفراهيدى ، عام 1998 (المشاركة في الأبحاث).
- - الأدب والنصوص لطلاب معاهد السلطان قابوس ، عام 1998 (المشاركة في التأليف).
- - الأدب والنصوص لطلاب معاهد السلطان قابوس ، عام 1999 (المشاركة في التأليف).
- - من الصمت إلى الصوت ، بحوث مهداة إلى حسام الخطيب ، عام 2000 (مشاركة في التأليف).
- - معجم أرض عمان - ثلاثة مجلدات (تحت الطبع) (عضوية اللجنة العلمية للمعجم).
- - معجم المصطلحات الأدبية (قيد الإصدار) (مراجعة)

## جوائزه[15]
- - درع جامعة الإمارات العربية المتحدة ، عام 1999.
- - درع جامعة إشبيلية بأسبانيا ، عام 2000.
- - درع جامعة السلطان قابوس ، عام 2000 .
- - درع رئاسة أركان قوات السلطان المسلحة بسلطنة عمان للمشاركة في المحاضرات الثقافية ، عام 2000 .
- - درع مهرجان الشعر العمانى الأول ، عام 2000.
- - درع الجامعة الإسلامية باسلام اباد ، عام 2000 .
- - وسام مؤسسة البابطين الثقافية بالكويت ، عام 2001.
- - جائزة المجلس الأعلى للشئون الإسلامية بمصر في مجال بحوث الشباب ، عام 1964.
- - جائزة المجلس الأعلى للفنون والآداب بمصر في الشعر 1965، 1966، 1967.
- - جائزة «أخبار اليوم» عن أفضل بحث للشباب للمغتربين ، عام 1979.
- - جائزة مؤسسة اليمانى الثقافية عن أفضل كتاب في نقد الشعر «كتاب الكلمة والمجهر»، عام 1996.
- - جائزة وزارة الثقافة المصرية عن أفضل كتاب مترجم في النقد الأدبى «كتاب اللغة العليا»، عام 1998 . - جائزة الإبداع في نقد الشعر (مؤسسة البابطين)، عام 2004.
- - الجائزة التقديرية لجامعة القاهرة في الإبداع الأدبى (جائزة نجيب محفوظ)، عام 2004.
- - جائزة الدولة التقديرية في الآداب من المجلس الأعلى للثقافة ، عام 2008.